# Memórias de Guerra
Memórias de Guerra (em francês:  Mémoires de guerre) é um livro composto por três volumes escrito por Charles de Gaulle que conta os desenvolvimentos da Segunda Guerra Mundial, desde a ocupação da França pela Alemanha Nazi, em 1940, até à demissão de de Gaulle como Presidente do Governo Provisório da República da França, em 1946.

## Enquadramento
Charles de Gaulle expôs neste livro a história da França Livre durante a Segunda Guerra Mundial e descreve o seu desenvolvimento em grande detalhe. Acrescenta, para apoiar as suas observações, numerosos documentos em apêndice (e não dentro do trabalho como Winston Churchill fez, por exemplo, na sua obra A Segunda Guerra Mundial), como mapas, telegramas, cartas, transcrições de discursos ou entrevistas. Apresenta-se como um defensor dos valores tradicionais franceses, como um patriota lutando pela grandeza do seu país, e as primeiras frases dessas Memórias já refletem o seu orgulho nacional e a sua visão da França
Durante toda a minha vida, tive uma certa ideia da França. O sentimento me inspira, assim como a razão. O que é emocional em mim naturalmente imagina a França, como a princesa dos contos ou a Madona nos afrescos das paredes, condenada a um destino eminente e excepcional. Sinto instintivamente que a Providência a criou para sucessos completos ou infortúnios exemplares. Se acontece que a mediocridade marca, porém, suas ações e gestos, experimento a sensação de uma anomalia absurda, atribuível às falhas dos franceses, não ao gênio da pátria. Mas também, o lado positivo da minha mente me convence de que a França está realmente apenas no primeiro lugar; que somente grandes empreendimentos são capazes de compensar os fermentos de dispersão que seu povo carrega dentro de si; que nosso país, como é, entre os outros, como são, deve, sob pena de perigo mortal, mirar alto e manter-se em linha reta. Em suma, na minha opinião, a França não pode ser França sem grandeza.

## Volumes
A obra é dividida por três volumes:
1. L'Appel, 1940-1942 (O Apelo) (1954)
2. L'Unité, 1942-1944 (A Unidade) (1956)
3. Le Salut, 1944-1946 (A Vitória) (1959)